# Anna von Österreich (1432–1462)

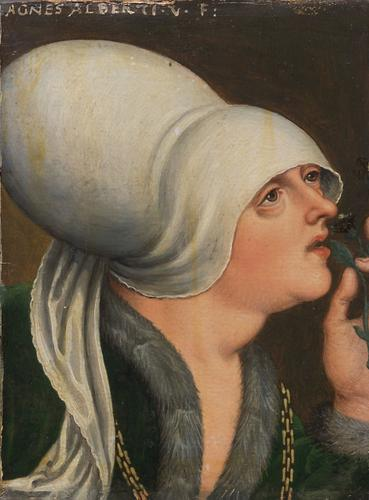
Anna (historisierendes Gemälde zwischen 1579 und 1587 von Anton Boys)

Anna von Österreich (* 12. April 1432 in Wien; † 13. November 1462 in Eckartsberga) war eine österreichische Prinzessin und durch Heirat Herzogin von Sachsen, Landgräfin von Thüringen und Titular-Herzogin von Luxemburg.

## Leben
Anna war das älteste Kind des römisch-deutschen Königs Albrecht II. (1397–1439) aus dessen Ehe mit Prinzessin Elisabeth von Böhmen und Ungarn (ca. 1409–1442), Tochter Kaiser Sigismunds.
Am 20. Juni 1446 heiratete Anna als 14-Jährige in Jena Herzog Wilhelm III. von Sachsen (1425–1482). Anna verzichtete zwar auf Österreich, ausdrücklich aber nicht auf Böhmen, Ungarn und die anderen Länder Albrechts II. Seine Schwiegermutter übertrug Wilhelm ihre Rechte am Herzogtum Luxemburg, welches er bereits 1441 besetzt hatte, aber durch den Herzog von Burgund wieder vertrieben wurde. Die Ansprüche auf Böhmen hatte er an Georg von Podiebrad abtreten müssen. Nach dem Tod von Annas Bruder Ladislaus Postumus 1457 nannte sich Wilhelm  Herzog von Luxemburg.
Wilhelm verstieß Anna nach dem Tod ihres Bruders, da sie ihm keinen Nutzen mehr in den Machtverhältnissen brachte und ein anderer den böhmischen Thron bestieg. Er wandte sich seiner Geliebten Katharina von Brandenstein zu. Anna wurde bis zu ihrem Tod auf der Eckartsburg verwahrt. Einmal versuchte sie zu ihrem Gemahl zurückzukehren, der ihr aber zur Begrüßung einen Holzschuh ins Gesicht geworfen und sie umgehend wieder zurückgeschickt haben soll.
Kurz nach Annas Tod heiratete Wilhelm im Juli 1463 Katharina von Brandenstein. Anna wurde im Kloster Reinhardsbrunn bestattet.

## Nachkommen
Aus ihrer Ehe mit Wilhelm hatte Anna zwei Töchter:
- Margarete (1449–1501)

⚭ 1476 Kurfürst Johann Cicero von Brandenburg (1455–1499)
- Katharina (1453–1534)

⚭ 1471 Herzog Heinrich d. J. von Münsterberg (1452–1492)